# Lexias aeetes
Lexias aeetes is een vlinder uit de onderfamilie Limenitidinae van de familie Nymphalidae. De wetenschappelijke naam van de soort is, als Adolias aeetes, voor het eerst geldig gepubliceerd in 1861 door William Chapman Hewitson.

## Ondersoorten
- Lexias aeetes aeetes
- Lexias aeetes rubellio (Fruhstorfer, 1898)
- Lexias aeetes tyrtaeus (Staudinger, 1886)